# Bungo-Ōno
Bungo-Ōno (豊後大野市 Bungo-Ōno-shi?) es una ciudad en la prefectura de Ōita, Japón, localizada en la parte norte de la isla de Kyūshū. El 1 de marzo de 2021 tenía una población estimada de 33 066 habitantes y una densidad de población de 55 personas por km².

## Geografía
Bungo-Ōno se encuentra en la parte sur de la prefectura de Ōita, al sur de la ciudad de Ōita, y al norte de la prefectura de Miyazaki. El río Ōno atraviesa la ciudad. Limita con las ciudades de Ōita, Saiki, Usuki, Taketa en Ōita, y los pueblos de Takachiho y Hinokage en Miyazaki.

## Historia
El área de la actual Bungo-Ōno era parte de la antigua provincia de Bungo. La ciudad moderna de Bungo-Ōno fue establecida el 31 de marzo de 2005, tras la fusión entre los pueblos de Asaji, Inukai, Mie, Ogata y Ōno, y las aldeas de Chitose y Kiyokawa (todas del distrito de Ōno). El nombre de la ciudad fue seleccionado por votación en 2004.

## Demografía
Según los datos del censo japonés, la población de Bungo-Ōno ha disminuido constantemente en los últimos 60 años.
| Gráfica de evolución demográfica de Bungo-Ōno entre 1960 y 2015 |
|                                                                 |
| Oficina de Estadísticas de Japón                                |